# Svarants
Svarants (in armeno Սվարանց) è un comune di 270 abitanti (2010) della Provincia di Syunik in Armenia.